# Бучумі (комуна, Селаж)
Бучумі (рум. Buciumi) — комуна у повіті Селаж в Румунії. До складу комуни входять такі села (дані про населення за 2002 рік):
- Богдана (476 осіб)
- Бодія (305 осіб)
- Бучумі (1375 осіб) — адміністративний центр комуни
- Рестолц (274 особи)
- Синджорджу-де-Месеш (379 осіб)
- Хута (30 осіб)

Комуна розташована на відстані 374 км на північний захід від Бухареста, 15 км на південь від Залеу, 51 км на північний захід від Клуж-Напоки.

## Населення
За даними перепису населення 2002 року у комуні проживали 2839 осіб.
Національний склад населення комуни:
| Національність | Кількість осіб | Відсоток |
| -------------- | -------------- | -------- |
| румуни         | 2580           | 90,9%    |
| цигани         | 259            | 9,1%     |

Рідною мовою назвали:
| Мова      | Кількість осіб | Відсоток |
| --------- | -------------- | -------- |
| румунська | 2827           | 99,6%    |
| циганська | 12             | 0,4%     |

Склад населення комуни за віросповіданням:
| Релігія            | Кількість осіб | Відсоток |
| ------------------ | -------------- | -------- |
| православні        | 2345           | 82,6%    |
| п'ятдесятники      | 289            | 10,2%    |
| баптисти           | 92             | 3,2%     |
| греко-католики     | 60             | 2,1%     |
| адвентисти         | 11             | 0,4%     |
| римо-католики      | 4              | 0,1%     |
| унітарії           | 3              | 0,1%     |
| бретрени           | 1              | < 0,1%   |
| не релігійні       | 1              | < 0,1%   |
| не вказали релігію | 1              | < 0,1%   |

## Зовнішні посилання
- Дані про комуну Бучумі на сайті Ghidul Primăriilor [Архівовано 15 травня 2012 у Wayback Machine.]